# Jean-Baptiste Michel Saladin
Pour les articles homonymes, voir Saladin (homonymie).
Jean-Baptiste Michel Saladin, né à Amiens le 10 octobre 1752, mort à Conflans-Charenton (Seine) le 1er juillet 1812, est un avocat et un homme politique de la Révolution française, qui a exercé les mandats de député à l'Assemblée législative, à la Convention nationale et au Conseil des Anciens.

## Biographie

### Mandat à la Législative
Son père François-Michel Saladin est procureur du roi à Amiens et sa mère est Marie-Louise-Jeanne Milevoie. Jean-Baptiste Michel Saladin est avocat au barreau d'Amiens puis juge au tribunal du district et membre de la société des Jacobins de sa ville. 
La France devient une monarchie constitutionnelle en application de la constitution du 3 septembre 1791. Le même mois, Jean-Baptiste-Michel Saladin est élu député du département de la Somme, le huitième sur treize, à l'Assemblée nationale législative. 
Il siège sur les bancs de la gauche de l'Assemblée. En février 1792, il vote en faveur de la mise en accusation de Bertrand de Molleville, le ministre de la Marine. En avril, il vote pour que les soldats du régiment de Châteuavieux, qui s'étaient mutinés lors de l'affaire de Nancy, soient admis aux honneurs de la séance. En août, il vote en faveur du marquis de La Fayette.  
Il adhère au club des Jacobins parallèlement à son mandat. Le 18 mars 1792, il est élu secrétaire aux côtés de François Doppet et Pierre-François Réal. Le vice-président est alors l'évêque de Paris Jean-Baptiste Gobel « de Lydda » et le président est Jean-Baptiste Mailhe. Le 2 juillet, il est élu président du club. Son vice-président est Jacques-Nicolas Billaud-Varenne, et ses secrétaires sont Jean-Marie Girey-Dupré et Jacques-Alexis Thuriot.  
La monarchie prend fin à l'issue de la journée du 10 août 1792 : les bataillons de fédérés bretons et marseillais et les insurgés des faubourgs de Paris prennent le palais des Tuileries. Louis XVI est suspendu, avec sa famille, et incarcéré à la tour du Temple. 
Après le 10 août, il défend le nouveau régime auprès des autorités de son département alors très réticentes.

### Mandat à la Convention
En septembre 1792, Saladin est réélu député de la Somme, le premier sur treize, à la Convention nationale, où il siège d'abord auprès de Philippe-Égalité et de Brûlart de Sillery mais où vote avec les montagnards : lors du procès de Louis XVI, il vote pour la mort sans conditions ; il est absent à la mise en accusation de Marat, il est alors, en mission ; il vote contre le rétablissement de la Commission des Douze. 
Il est élu membre titulaire du Comité de Sûreté générale le 17 octobre 1792 mais en sort lors du remaniement du début du mois de janvier 1793. Le 25 février 1793, il dénonce les magistrats du tribunal d'Amiens pour avoir libéré l'archidiacre de la ville pourtant insermenté.
Le 8 mars, il est envoyé en mission en compagnie de son collègue Isoré dans la section parisienne des Quatre-Nations. Le 9, il se rend, en compagnie de Pocholle, dans les départements de la Seine-Inférieure et de la Somme afin d'y contrôler l'application du décret du 23 février 1793 sur la levée en masse. Il est rappelé le 30 avril.    

#### Un partisan des girondins proscrit
Fin mai 1793, il s'inquiète de l'ampleur de la puissance de la Commune insurrectionnelle de Paris et se rapproche de la Gironde. Il proteste le 19 juin contre les journées du 31 mai et du 2 juin 1793 et contre l'arrestation d'une trentaine de ses collègues girondins. Il est décrété d'arrestation à son domicile le 21 août 1793 sur motion de François Chabot et de Jean-Lambert Tallien qui l'accusent d'avoir qualifié les montagnards de « scélérats et de septembriseurs ». Son arrestation est confirmée par le décret du 3 octobre 1793 rendu par Jean-Pierre André-Amar au nom du Comité de Sûreté générale. Il est emprisonné aux Écossais. Il est libéré et réintégré à la chambre, ainsi que ses collègues protestataires, à la faveur du décret du 18 frimaire an III (8 décembre 1794).

#### Un acteur de la réaction
Une fois réintégré, Saladin se montre actif dans la politique réactionnaire menée par la Convention thermidorienne. Le 7 nivôse an III (27 décembre 1794), il est élu membre de la Commission des Vingt et Un chargée d'enquêter sur la conduite de Barère, Billaud-Varenne et Collot d'Herbois, anciens membres du Comité de Salut public, et de Vadier, ancien membre du Comité de Sûreté générale. Il présente, le 12 ventôse an III (2 mars 1795), au nom de la Commission, un rapport incriminant les « quatre terroristes » qui sont alors mis en état d'arrestation chez eux en attente d'être jugés. Le rapport qu'il prononce est d'après Marcel Dorigny la source de toutes les accusations des thermidoriens et de la tradition historiographique contre-révolutionnaire contre le gouvernement de l'an II.
De germinal à messidor an III (d'avril à juin 1795), il est envoyé en mission dans les départements du Jura, de la Haute-Saône et du Doubs, où il se distingue par des mesures répressives contre les révolutionnaires, y compris modérés, favorisant un retour des émigrés et des royalistes.

### Un député royaliste sous le Directoire
À son retour, il s'élève contre le décret des deux tiers. Louvet l'accuse de complicité avec les insurgés du 13 vendémiaire et Rovère le décrète d'accusation et le fait incarcérer. Il est relâché  le 11 brumaire (1er novembre 1795) à la faveur de son élection au Conseil des Anciens. 
Comme ses collègues de droite Boissy d'Anglas ou Doulcet de Pontécoulant, il fréquente le club de Clichy de tendance royaliste. Il est proscrit par le coup d'État du 18 fructidor an V (4 septembre 1797). Il est amnistié par le Premier consul Napoléon Bonaparte le 5 nivôse an VIII (25 décembre 1799), son assignation à résidence à Valenciennes est levée. Il rentre à Paris, où il achète une charge d'avocat à la Cour de cassation. Il cesse toute activité politique et n'est élu à aucune chambre du Premier Empire. 